# Karanggatak
Karanggatak is een bestuurslaag in het regentschap Boyolali van de provincie Midden-Java, Indonesië. Karanggatak telt 1998 inwoners (volkstelling 2010).